# 241 a. C.
El año 241 a. C. fue un año del calendario romano prejuliano. En el Imperio romano se conocía como el año 513 ab urbe condita.

## Acontecimientos

### Imperio Romano
- Consulados de Aulo Manlio Torcuato Ático, cos. II, y Quinto Lutacio Cercón en la Antigua Roma.[1]
- Decisiva victoria naval de Roma sobre Cartago en las islas Egadas. Finaliza la primera guerra púnica. Cartago renuncia a la isla de Sicilia.
- Fin de la primera guerra púnica (se había iniciado en c. 264 a. C.). Los cartagineses son expulsados de Sicilia (que pasa a ser provincia romana) y Roma consigue la hegemonía en el Mediterráneo.[2]

### China
- Cinco de los 7 estados combatientes: Yan, Wei, Chu, Zhao y Han, forman una alianza para atacar la ascendente potencia de Qin. King Kaolie de Chu fue nombrado líder de la alianza y Chūnshēn Jūn como comandante militar. Los aliados atacaron Qin en Hanguguan (paso Hangu) aunque lograron repelerlos. Después, Chu trasladó la capital hacia el este en shouchun (Shòu Xiàn) lejos de la amenaza que suponía Qin.

## Nacimientos
- Antíoco III el Grande, futuro rey seléucida.

## Fallecimientos
- Agis IV, rey de Esparta.